# BMW E3 и E9
BMW New Six — семейство шестицилиндровых автомобилей категории «люкс» от немецкого автопроизводителя BMW. Находилось на конвейере с 1968 по 1977 год.

## Разработка

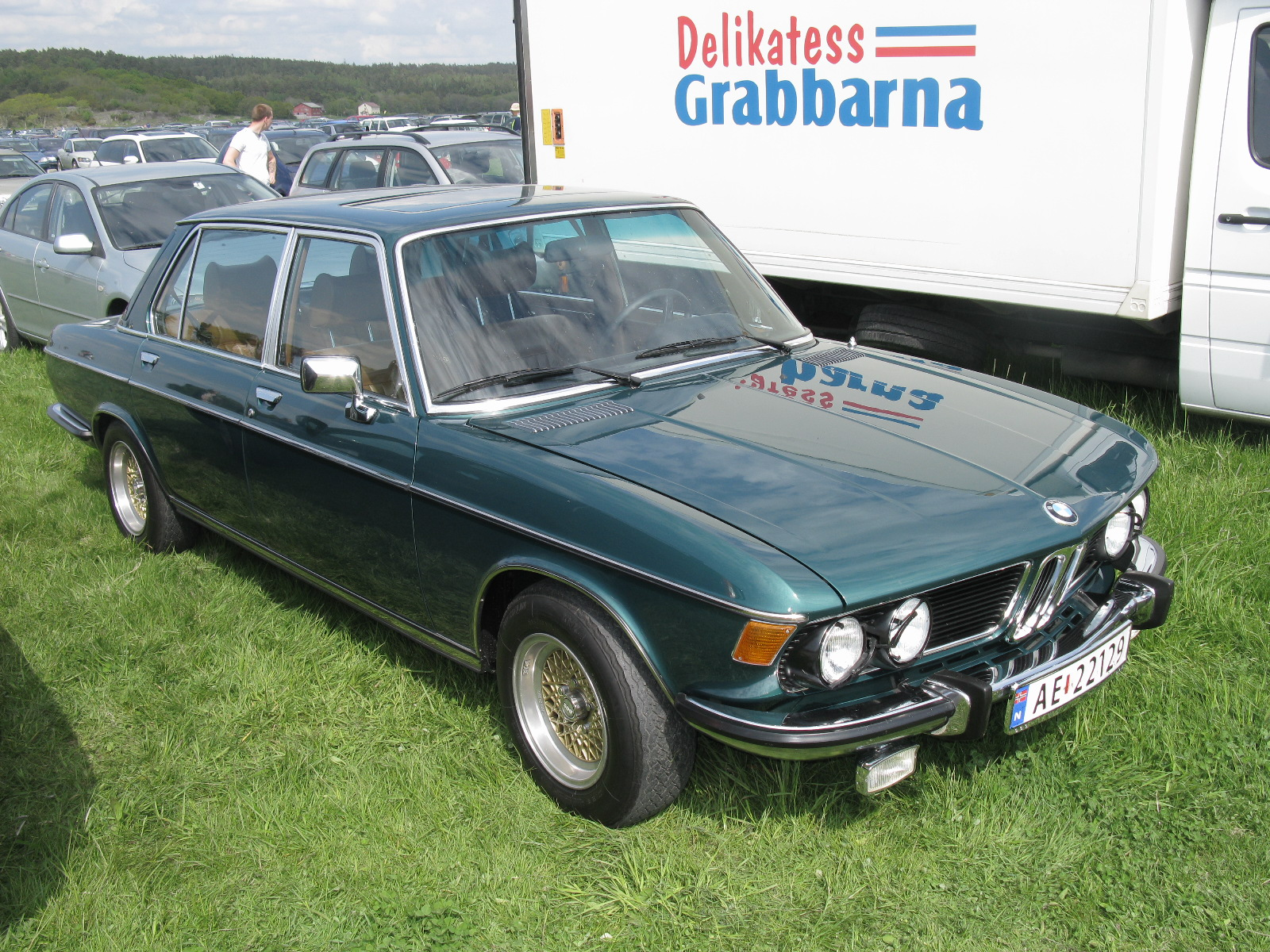
Седан BMW E3 «New Six»

После долгого перерыва, BMW решила разработать шестицилиндровый автомобиль в начале 1960-х годов. Работа над автомобилем, который должен был стать E3 началась в 1965 году. Двигатель основан на существующих четырёхцилиндровых и получил общую компоновку. Дизайном занималась группа во главе с Вильгельмом Хофмейстером, с некоторыми дополнениями от итальянских компаний Bertone и Michelotti. Цель состояла в том, чтобы увеличить пространство для комфорта пассажиров, чего не было в ранних седанах «Neue Klasse». Новый седан сосредоточил комфорт на передних сиденьях, а купе и вовсе была номинально четырёхместной.
Были использованы двойные фары, установленные в решетку. Так появился дизайн, который должен был определить стиль BMW на многие десятилетия. Ранние разработки E3 имели широкие прямоугольные одиночные фары с закругленными углами, но они так и не пошли в производство, возможно, из-за дизайна довольно успешной 2000 CS. Несмотря на полностью новую машину по конструкции, в проект было заложено 70 млн марок. Это почти вдвое меньше ожидаемого в то время.

## Номенклатура
В него входили большие седаны (кузов E3) и купе (E9). Цифровые обозначения означали округленный рабочий объём двигателя, суффикс -L обозначал длиннобазные версии, -i — впрысковые. Модельный ряд включал в себя:
- 2500/2.5, 2.5CS (2478 см³, 150 л. с.)
- 2800/2.8, 2800CS (2769 см³, 170 л. с.)
- 3.0S, 3.0CS (2966 см³, 180 л.с. с двумя карбюраторами Zenith 35/40 INAT)
- 3.0Si, 3.0Li, 3.0CSi (2966 см³, 200 или 195 л. с., в зависимости от системы впрыска — Bosch D-Jetronic или L-Jetronic)
- 3.3Li (3188 см³, 200 л. с.)

BMW семейства New Six — прямые предшественники автомобилей седьмой серии.

## Седан (E3)
Две первоначальные модели, появившиеся в 1968 году и продававшиеся до 1977 года, это 2,5-литровая 2500 и 2,8-литровая 2800. Автомобили имели большие шестицилиндровые двигатели, что дало много положительных отзывов. Road & Track назвал позже Баварию «восхитительной» и «превосходной», добавив, что это был «одна из самых лучших покупок в мире». Помимо большего двигателя, 2800 также имел большие шины и несколько спортивную подвеску, а также различные существа удобства, такие как обогрев заднего стекла, полный комплект инструментов, самовыравнивающаяся задняя подвеска, а также внешние хромовые детали.

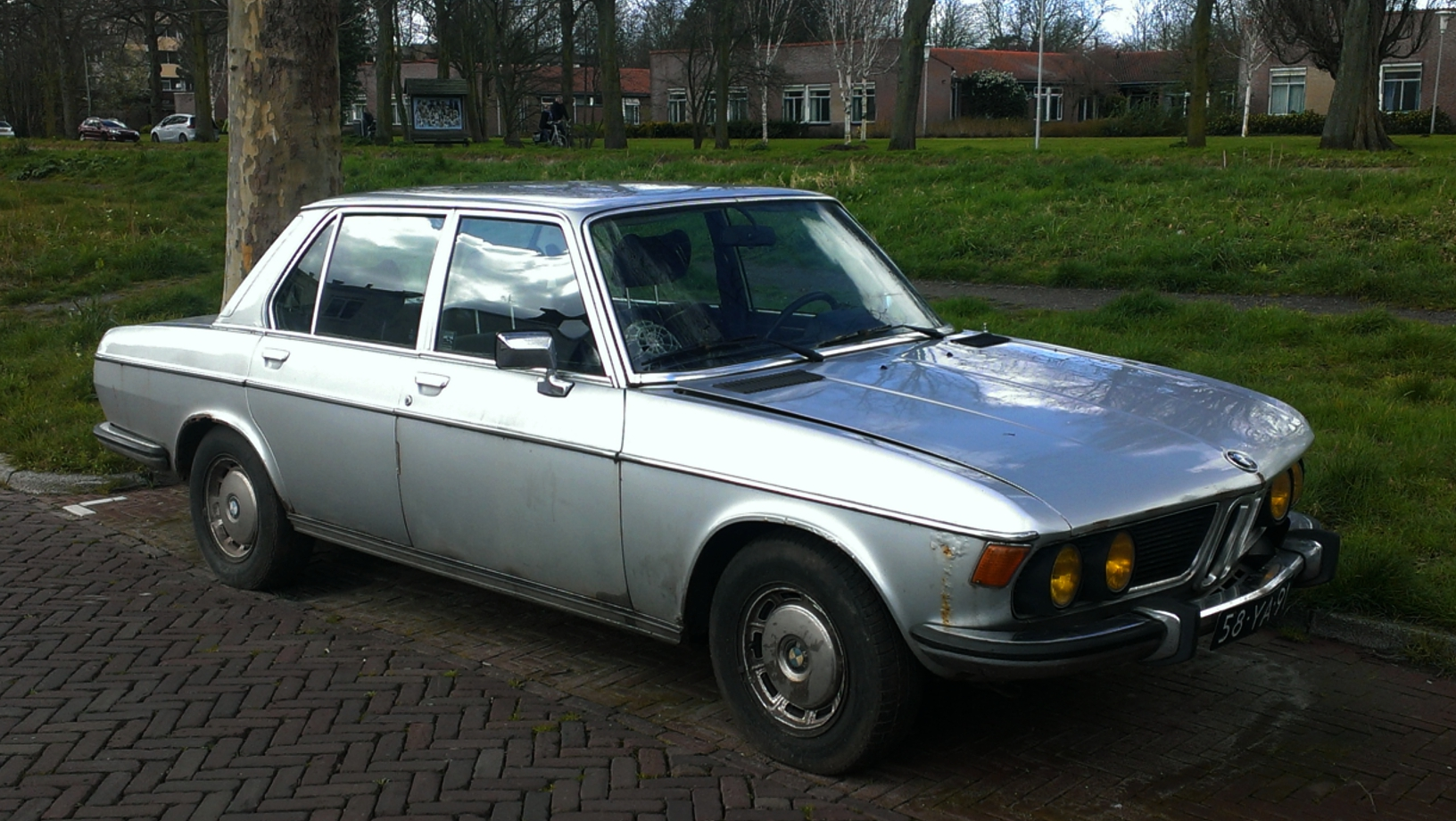
BMW 3.0 Si (1976)

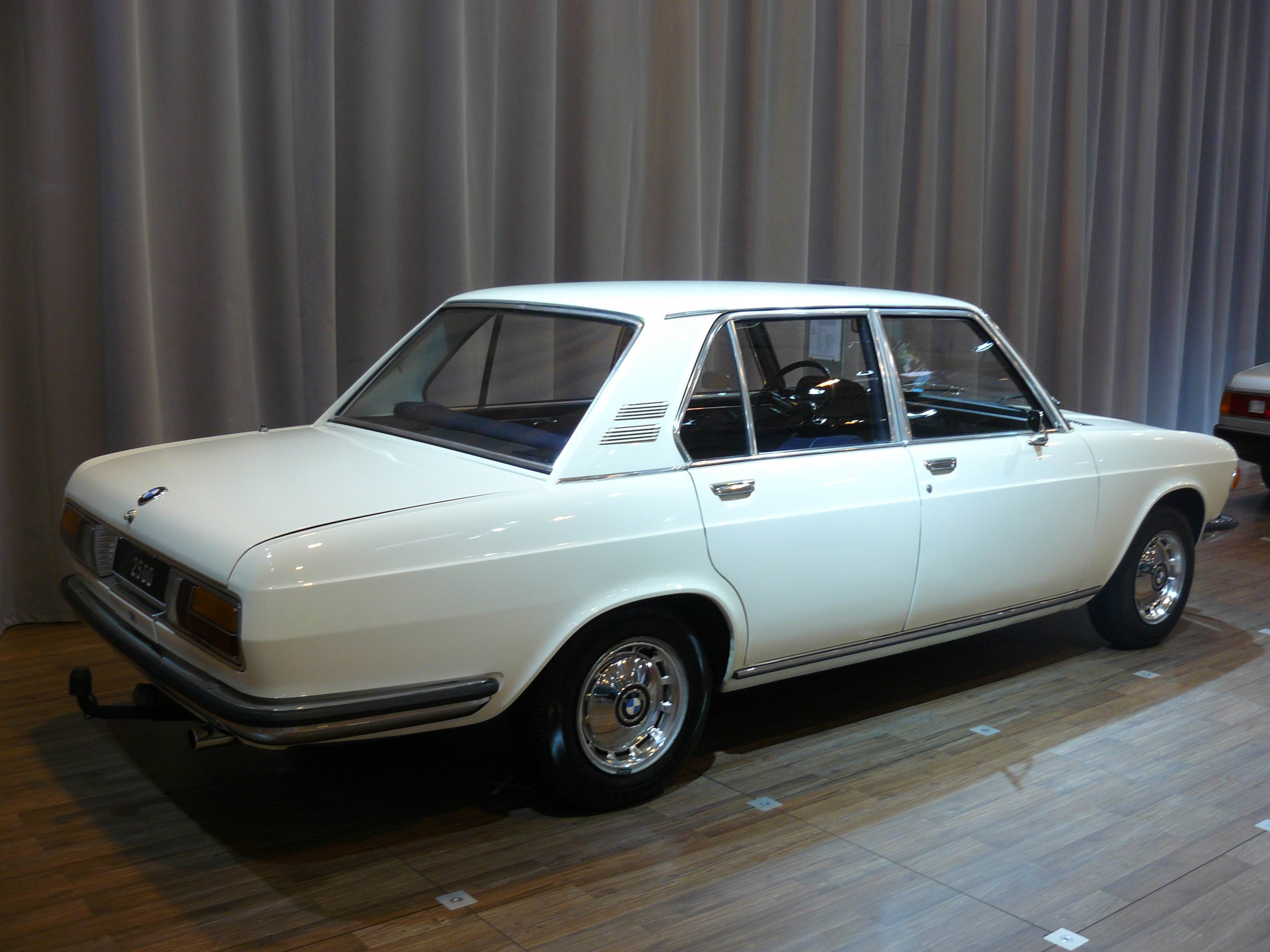
BMW 2500, вид сзади (1969)

Модель 3.0 S с увеличенными цилиндрами, двойным карбюратором появилась в 1971 году, и была более мощной и дорогой моделью, чем 2800; также существовала и инжекторная версия. Выпускались модели L с длиной колесной базой (3.0L, 3.3Li и т. д.), у которых острое управление резко контрастирует с большими моделями Mercedes-Benz того времени. Langley Motors в британском Темза Диттон также собирал универсалы Tourer. С полностью независимой подвеской вместе и с дисковыми тормозами на всех колёсах, E3 был продвинутым автомобилем для своего времени в начале 1970-х годов. Интересно, что седан 3.0 Si был быстрее, чем купе 3.0; седан был тяжелее на 50 кг, с той же конфигурацией двигателя.
Кузов был удивительно легким для своего размера, весом меньше, чем купе E9. Обзорность автомобиля хорошая, с узкими стойками и общей площадью остекления не менее 2,5 м².
В конце 1973 года был представлен новая модель 3,3 л, дошедшая до продаж в январе 1974 года. Она имела удлиненную колесную базу и большой двигатель, хотя мощность была не больше, чем у 3.0 Si. Вместо этого, стало больше крутящего момента. Этот двигатель получил впрыск топлива в июне 1975 года, и немного больше лошадиных сил. Также 3,2-литровая версия этого двигателя устанавливалась на BMW 633CSi 1976 года. Седан E3 производился в 1968—1978 годы, общее число выпущенных автомобилей примерно 190 000 единиц. Из них, 71 804 были американскими моделями «Bavaria».

### Северная Америка
На рынке США, модели 2500 и 2800 появились в 1969 году. 2500 имела меньше из множества роскошных функций, включенных в 2800, и меньший двигатель, продавалась по цене $5600 в 1970 году. Седан 2800 опционально мог иметь полностью кожаный салон, электрические стеклоподъемники и люк в крыше, при этом цена возрастала до $6874. Для 1971 модельного года Макс Хоффман, занимающийся импортом BMW в США, был убежден, что BMW построил конфигурацию автомобиля 2500 с двигателем 2800 — то есть классический более дешевый вариант «американского хотрода», с легким шасси и самым большим двигателем. Эта новая конфигурация E3 была названа «Bavaria» (Бавария) и была уникальной для рынка США. Стоимость составила $5000, значительно меньше, чем обычная модель 2800 ($6874), в 1971 году модели 2500 и 2800 вскоре были заменены новой Баварией. Бавария считается родоначальником современных седанов BMW, поскольку она сочетает в себе отличную динамику, хорошую экономию топлива, достаточно места для четырех людей и большой багажник. Большинство из них были проданы с четырех-ступенчатой механической коробкой передач, отражающей спортивный характер седана.
Для 1972 модельного года, двигатель M30, устанавливаемый на Баварию, увеличился до 3,0 литров. Бывший 2800 теперь назывался 3.0 S и имел трёхлитровый двигатель. Эти две модели, 3.0 S и Бавария, составили североамериканскую линейку седанов E3 для 1972—1974 годов. Однако, в 1974 году E3 получила неорганичные, утвержденные на федеральном уровне, передний и задний бампера, существенно изменившие её профиль.

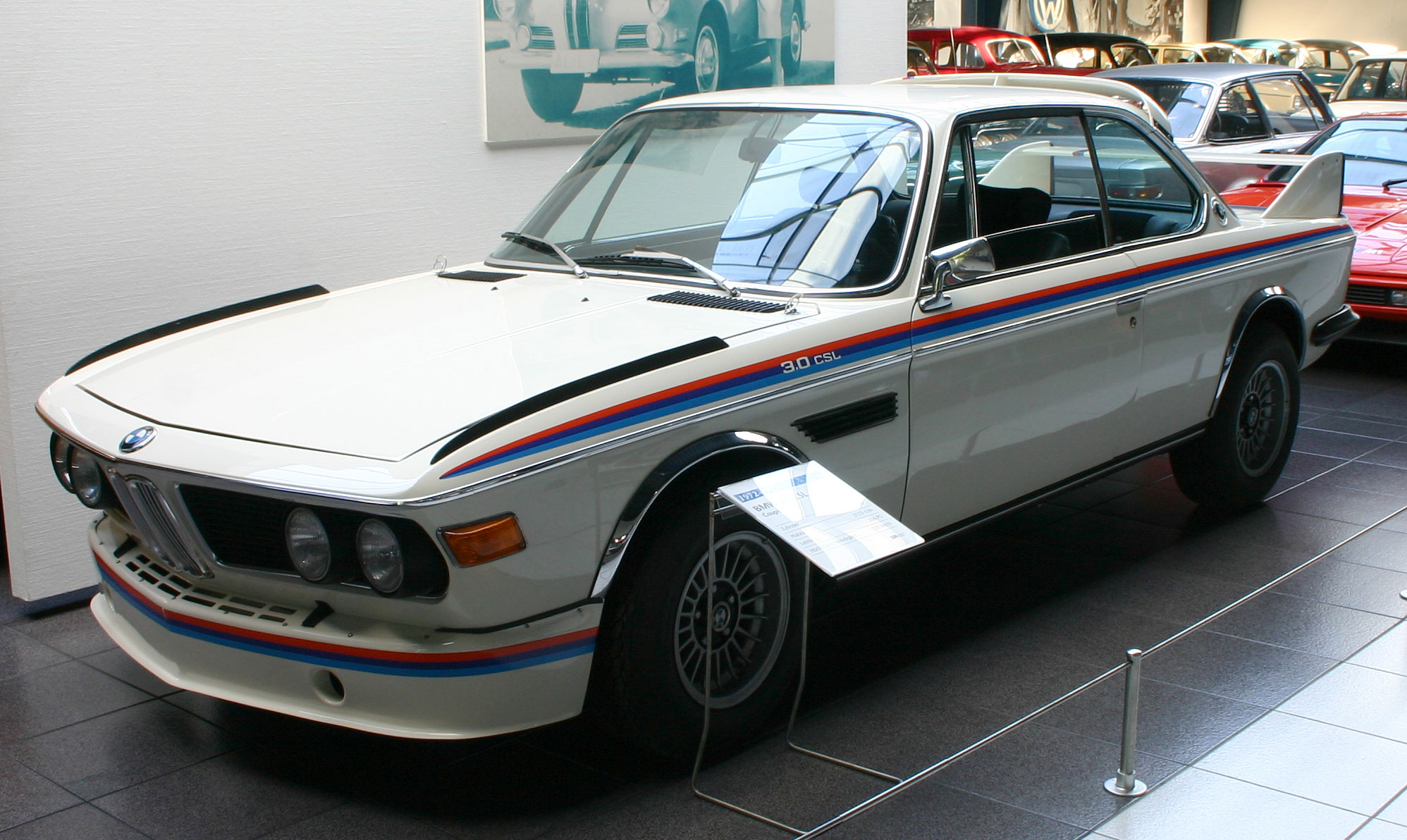
BMW 3.0 CSL

В 1975 году BMW представила на рынке США впрыск топлива для большого шестицилиндрового мотора M30, заменив двухкамерный карбюратор Zenith, используемый на M30 с момента его создания. Бавария была исключена из линейки, и 3.0Si сейчас находился на верху модельного ряда BMW («i» добавлен к 3.0S, для обозначения инжектора). Тогда же появился седан E12 530i. 3.0Si продавался между 1975 и 1976 годами.

## Купе (E9)
Модель CS существовала в кузове купе на базе стандартного седана, и выглядела идентично спереди. Но E9 также связана с ранней 2000CS, что видно сзади. Первая модель была хорошо оборудованная 2800CS 1968 года. Модели 3.0CS появились в 1971 году. В 1974 году похожая 2.5CS производилась в небольшом количестве, в ответ на Нефтяной кризис 1973 года. Модели CSL были легкими гоночными версиями, которые соревновались в Группе 2 на чемпионате European Touring Car Championship. На некоторых соревнованиях автомобиль с некоторым успехом конкурировал против гоночных версий Porsche 911 и Ford Capri. Со всеми аэродинамическими спойлерами для гонок, автомобиль стал известен как «Бэтмобиль».